# Тети Ноне (Торино)
Тети Ноне је насеље у Италији у округу Торино, региону Пијемонт.
Према процени из 2011. у насељу је живело 242 становника. Насеље се налази на надморској висини од 472 м.